# Stock Aitken Waterman
Stock Aitken Waterman fou un important trio britànic de productors de música pop i dance de mitjans dels anys vuitanta fins a principis dels noranta format per Mike Stock, Matt Aitken i Pete Waterman. En països de parla anglesa també se'ls coneix per l'acrònim SAW. D'entre la llarga llista d'artistes produïts per ells podem destacar com a exemple a Kylie Minogue, Bananarama, Rick Astley, Samantha Fox o Jason Donovan.
Apareguts a finals de 1984 han estat un dels equips de producció més prolífics i de major repercussió en el panorama comercial de la dècada dels vuitanta. Agrupats sota la companyia Pete Waterman Limited (PWL Records) van abanderar durant un important període l'estil denominat Hi–NRG (llegiu–hi high energy), adoptant elements del synth–pop y del dance electrònic fins a convergir en un so totalment propi i de fàcil reconeixement. A la seva època més tardana es va fer notòria la influència del house i l'eurobeat en llurs composicions, encara que sense caure plenament en ells i sense perdre la seva pròpia base.
L'èxit sense precedents de Stock, Aitken i Waterman es degué a una calculada i acurada línia de producció, des de la captació de nous artistes, passant per la fase de composició i arranjaments, la pulcritud en el procés de gravació i mescla i finalment la campanya de llançament. Al marge de les crítiques en vers el cercle mainstream cal refermar que gran part de l'èxit obtingut es fonamenta en la consecució d'un estil molt personal que va tindre una gran acollida principalment a Europa i països de la Commonwealth.
D'arrel eminentment tecnològica i ballable, la seva música es recolza en el reconeixement de certs patrons i clixés encara que sense caure en una tessitura forçosament òbvia i/o simple. A efectes d'harmonia són rellevants, per exemple, les rodes d'acords, sovint complexes i plenes de tensions, i llur evolució al llarg de les composicions. Cal destacar també els canvis poc convencionals d'interval tonal a les transicions i enllaçades dins de l'estructura (sobretot entre la tornada i l'estrofa i entre la tornada i el pont), així com la forma de resoldre els ponts. En les línies de baix ens trobem amb dos patrons clarament diferenciats: d'una banda els de motiu funk i per l'altra els de tipus sequenced–bass, més propis del synth–pop i de vegades molt propers al techno. Un altre dels punts forts és la gran orquestració de les composicions (seccions de corda i metall) i la massiva aplicació d'arranjaments i ornamentació harmònica. Pel que fa al ritme, es basa en patrons disco encara que amb moviment siconpat, sovint situant-lo a prop del funky i el house de la primera època, sobretot quan se serveixen de caixes de ritmes analògiques. En línies generals el color del so és brillant, plè de reverbs àmplies i delays sincrònics.

## Curiositats
- Stock, Aitken i Waterman feien constar el nom del suposat bateria als crèdits dels discs com A. Linn quan en realitat es tractava de la caixa de ritmes Linn Drum que feien servir. Pete Waterman va declarar en una ocasió: "La caixa de ritmes és el millor que li ha succeït a la música pop".
- Pete Waterman no va aprendre a llegir i escriure fins als trenta-vuit anys. En l'actualitat, a més de la música es dedica a la poesia.
- A finals dels noranta Mike Stock i Matt Aitken van emprendre accions legals contra Pete Waterman per un suposat frau en el repartiment de royalties. En l'actualitat han superat llurs diferències i s'han tornat a reunir.
- Actualment Kylie Minogue té un plet contra PWL Records per un assumpte similar.

## Alguns artistes produïts per Stock, Aitken i Waterman
- Kylie Minogue
- Bananarama
- Rick Astley
- Jason Donovan
- Big Fun
- Yell
- Mel & Kim
- Dead or Alive
- Sinitta
- Samantha Fox
- Donna Summer
- Lonnie Gordon